# Saski Baskonia 2006-2007
Questa voce raccoglie le informazioni riguardanti il Saski Baskonia nelle competizioni ufficiali della stagione 2006-2007.

## Stagione
La stagione 2006-2007 del Saski Baskonia è la 34ª nel massimo campionato spagnolo di pallacanestro, la Liga ACB.

## Roster
Aggiornato al 17 novembre 2021.
| TAU Cerámica 2006-07 | TAU Cerámica 2006-07 |
| Giocatori            | Staff tecnico        |
| -------------------- | -------------------- |

| N. | Naz.                                     | Ruolo | Nome            | Anno | Alt.   | Peso   |  |
| -- | ---------------------------------------- | ----- | --------------- | ---- | ------ | ------ |  |
| 4  | Argentina (bandiera) · Spagna (bandiera) | AG    | Luis Scola (C)  | 1980 | 206 cm | 109 kg |  |
| 5  | Argentina (bandiera) · Italia (bandiera) | P     | Pablo Prigioni  | 1977 | 191 cm | 88 kg  |  |
| 7  | Spagna (bandiera)                        | G     | Jesús Cilla     | 1977 | 196 cm | 94 kg  |  |
| 8  | Serbia (bandiera)                        | G     | Igor Rakočević  | 1978 | 191 cm | 83 kg  |  |
| 9  | Spagna (bandiera)                        | GA    | Sergi Vidal     | 1981 | 199 cm | 89 kg  |  |
| 10 | Croazia (bandiera)                       | PG    | Zoran Planinić  | 1982 | 201 cm | 88 kg  |  |
| 11 | Turchia (bandiera)                       | G     | Serkan Erdoğan  | 1978 | 190 cm | 84 kg  |  |
| 12 | Bosnia ed Erzegovina (bandiera)          | AG    | Mirza Teletović | 1985 | 206 cm | 108 kg |  |
| 13 | Spagna (bandiera)                        | C     | Diego Fajardo   | 1976 | 208 cm | 105 kg |  |
| 13 | Argentina (bandiera) · Spagna (bandiera) | AG    | Marcelo Nicola  | 1971 | 207 cm | 102 kg |  |
| 14 | Turchia (bandiera)                       | C     | Kaya Peker      | 1980 | 207 cm | 110 kg |  |
| 20 | Argentina (bandiera) · Spagna (bandiera) | AP    | Ariel Eslava    | 1979 | 202 cm | 94 kg  |  |
| 21 | Brasile (bandiera) · Spagna (bandiera)   | C     | Tiago Splitter  | 1985 | 211 cm | 111 kg |  |
| 23 | Stati Uniti (bandiera)                   | AG    | Lou Roe         | 1972 | 201 cm | 100 kg |  |
| 32 | Stati Uniti (bandiera)                   | G     | Fred House      | 1978 | 193 cm | 91 kg  |  |
| 33 | Turchia (bandiera)                       | PG    | Ender Arslan    | 1983 | 190 cm | 82 kg  |  |
| -  | Spagna (bandiera)                        | AC    | Martín Buesa    | 1988 | 202 cm |        |  |

| Allenatore                                                            |
| - Velimir Perasović (fino a marzo) - Božidar Maljković (dall'8 marzo) |
| Assistente/i                                                          |
| - Natxo Lezkano Legenda - (C) Capitano - (IN) Inattivo - Infortunato  |

## Mercato

### Sessione estiva
| Acquisti | Acquisti        | Acquisti           | Acquisti   | Acquisti |
| R.a      | Nome            | da                 | Modalità   |          |
| -------- | --------------- | ------------------ | ---------- | -------- |
| PG       | Zoran Planinić  | N.J. Nets          | definitivo |          |
| G        | Igor Rakočević  | Real Madrid        | definitivo |          |
| C        | Kaya Peker      | Efes Pilsen        | definitivo |          |
| AG       | Mirza Teletović | Ostenda            | definitivo |          |
| G        | Fred House      | Lietuvos rytas     | definitivo |          |
| C        | Diego Fajardo   | Scafati Basket     | definitivo |          |
| AP       | Ariel Eslava    | Argentino de Junín | definitivo |          |

| Cessioni | Cessioni         | Cessioni       | Cessioni       | Cessioni |
| R.       | Nome             | a              | Modalità       |          |
| -------- | ---------------- | -------------- | -------------- | -------- |
| G        | Travis Hansen    | Dinamo Mosca   | fine contratto |          |
| C        | Predrag Drobnjak | Partizan       | rescissione    |          |
| AP       | Casey Jacobsen   | Bamberga       | fine contratto |          |
| P        | Roko Ukić        | Barcellona     | fine contratto |          |
| G        | Jordi Grimau     | Cantabria      | fine contratto |          |
| AC       | Kornél Dávid     | Gran Canaria   | fine contratto |          |
| P        | Lionel Chalmers  | Dinamo Sassari | fine contratto |          |
| AG       | Oscar García     | Murcia         | prestito       |          |

### Dopo l'inizio della stagione
| Acquisti | Acquisti       | Acquisti         | Acquisti        | Acquisti   |
| R.       | Nome           | da               | Data            | Modalità   |
| -------- | -------------- | ---------------- | --------------- | ---------- |
| G        | Jesús Cilla    | Free agent       | ottobre 2006    | definitivo |
| AG       | Marcelo Nicola | Pall. Reggiana   | 20 ottobre 2006 | definitivo |
| PG       | Ender Arslan   | Olimpija Lubiana | 19 gennaio 2007 | prestito   |
| AG       | Lou Roe        | Alcúdia          | maggio 2007     | definitivo |

| Cessioni | Cessioni       | Cessioni         | Cessioni         | Cessioni      |
| R.       | Nome           | a                | Data             | Modalità      |
| -------- | -------------- | ---------------- | ---------------- | ------------- |
| C        | Diego Fajardo  | San Sebastián    | 24 novembre 2006 | rescissione   |
| AG       | Marcelo Nicola |                  | febbraio 2007    | ritirato      |
| PG       | Ender Arslan   | Olimpija Lubiana | 16 marzo 2007    | fine prestito |